# Cherville
Cherville é um pequeno município do departamento de Marne, na região de Grande Leste, no norte da França.

## Geografia
Este município é rodeado por Condé-sur-Marne  ao norte, Aigny ao nordeste, Vraux e Juvigny ao leste, Jâlons e Aulnay-sur-Marne ao sudeste, Champigneul-Champanhe ao sul, Les Istres-et-Bury ao sudoeste, Athis ao oeste e Tours-sur-Marne ao noroeste.